# The Brand of Fear
The Brand of Fear est un film muet américain réalisé par Allan Dwan et sorti en 1911.

## Fiche technique
- Réalisation : Allan Dwan
- Date de sortie : États-Unis : 17 août 1911

## Distribution
- J. Warren Kerrigan : Jack Vernon Jr.
- Pauline Bush : Mildred Clayton